# Трихинеллёз
Трихинеллёз (лат. trichinellosis синоним: трихиноз) — гельминтоз из группы нематодозов, характеризующийся лихорадкой, миалгиями, отеком лица, кожными сыпями, эозинофилией крови, а при тяжелом течении — поражением внутренних органов и центральной нервной системы.

## Этиология
Возбудитель — трихинелла Trichinella spiralis. Половозрелые самки и самцы паразитируют в тонкой кишке. Длина тела самки 1,5—1,8 мм, после оплодотворения — до 4,4 мм; длина тела самца 1,2—2 мм. После оплодотворения самцы погибают, самки через 2 сут. после инвазии начинают производить личинок, которые через ткани слизистой оболочки кишки проникают в кровеносные и лимфатические сосуды и разносятся по всему организму, оседая в поперечнополосатой мускулатуре. В зависимости от интенсивности инвазии выделение самками личинок продолжается 4—6 нед., после чего паразиты погибают.
Юная личинка через сарколемму проникает в мышечное волокно, частично его разрушая. Вокруг личинки развивается клеточный инфильтрат, а через 3—4 недели после инвазии формируется фиброзная капсула с сетью кровеносных сосудов. Стенки капсулы постепенно утолщаются, импрегнируются солями кальция. Личинки остаются жизнеспособными много лет. При прогревании сырого мяса до 62,2 °C погибают все личинки. Человек заражается чаще всего при употреблении инвазированного личинками трихинелл мяса (гл. обр. мясо свиньи) или сала (жирового слоя) с прослойками мышечной ткани.

## Клиническая картина
Обычно заражение протекает без особых симптомов или осложнений. Трихинеллы первоначально располагаются в кишечнике. В течение 1—2 дней после заражения начинаются такие симптомы, как тошнота, изжога, диспепсия и диарея; тяжесть этих симптомов зависит от степени заражения. Позднее, в зависимости от расположения паразита в различных частях тела, могут появиться головная боль, лихорадка, озноб, кашель, отеки, боль в суставах и мышцах, зуд.
Большинство симптомов может наблюдаться в течение нескольких лет. В самом опасном случае паразит проникает в центральную нервную систему. Он не может там выжить, но причиняет ущерб, достаточный для получения серьёзного неврологического расстройства (например, атаксии или паралича дыхательных путей) и даже смерти.
Трихинеллёзное поражение глаз сопровождается экзофтальмом, отеком лица, односторонним птозом; наблюдаются диплопия, слабость конвергенции, боли при движениях глаз, внутриглазные кровоизлияния и др. После этого трихинеллы внедряются в мышцы, где образуют вокруг себя оболочку, после этого симптомы проявляются редко. Иногда наблюдается боль в мышцах.

## Возбудитель
Самец длиной 1,4—1,6 мм, шириной 0,14 мм. Самка вдвое крупнее — 3—4 мм длины, живородящие. Червь может поражать любые виды млекопитающих. Если животное ест мясо, которое содержит цисты, кислота в желудке растворяет покрытие, освобождая червей. Черви находятся в тонком кишечнике, и в течение 1—2 дней становятся зрелыми. После спаривания женские особи производят личинок. Личинки могут проникнуть в любую ткань, но могут выжить только в скелетных мышцах.

## Диагностика
Анализ крови или мышечная биопсия выявляет трихинеллёз.

## Лечение
Лечение симптоматическое аспирином и кортикостероидами. Тиабендазол может убить взрослых червей в кишечнике, однако пока не существует лечения, которое убивает личинки.
Лечение больных со всеми формами трихинеллёза, кроме стёртых, проводят в стационаре, поскольку возможны прогрессирование болезни и тяжелые побочные реакции на специфическое лечение. Лечение больных со стёртыми и лёгкими формами трихинеллёза, а также больных, поступивших под наблюдение в периоде реконвалесценции после заболевания средней тяжести, проводят противовоспалительными нестероидными средствами. Специфическое лечение — мебендазолом проводят больным трихинеллёзом средней тяжести и тяжелобольным. Мебендазол назначают взрослым по 0,3 г в сутки (детям в дозе 5 мг на 1 кг массы тела) в 3 приема после еды в течение 7—10 дней в зависимости от тяжести болезни. Для предупреждения побочных аллергических реакций в ответ на гибель паразитов специфическое лечение проводят на фоне противовоспалительной терапии ибупрофеном или диклофенаком. Глюкокортикоиды назначают вместе со специфическими препаратами при тяжелом течении заболевания с органными поражениями — преднизолон в дозе от 30 до 80 мг в сутки или 6—10 мг дексаметазона в сутки на период химиотерапии с быстрым снижением дозы препарата после 5—7 дней его применения.
Вынужденное положение больного и его обездвиженность требуют ухода с изменением его положения в постели, после выведения из тяжелого состояния — массажа, пассивной, а затем активной гимнастики.

## Профилактика
Существуют следующие рекомендации:
- Не употреблять мясо, не прошедшее лабораторный контроль с отрицательным результатом.
- Утилизацию туш инвазированных животных и конфискатов проводить в биотермических ямах Беккари, котлах Лаапса, на заводах по изготовлению мясокостной муки или кремационных печах.(МУ 3.2.3163-14 Эпидемиологический надзор за трихинеллезом)
- Замораживание мяса диких животных даже в течение длительного времени может быть неэффективным. Это происходит потому, что эти виды трихинелл более устойчивы к замораживанию, чем виды, которые заражают свиней. При обычной температуре замороженного мяса (−10 °С) личинки Т. spiralis выживают долго, при −12 °С до 57 дней, при −18 °С до 21 часа. Личинки Т. nativa выдерживают замораживание до −23 °С в течение 3 дней, а при −16 °С они сохраняют инвазионность в течение 20 мес. При посоле возбудители трихинеллёза могут сохраняться в глубине куска до 1 года.[5]
- Анализ добытой туши животного проводится через микроскоп (трихинеллоскоп), путём 24-кратного нарезания продольно волокнам полосок ткани из разных участков (язык, гортань, брюшные мышцы) размером 5×5×2 мм, точность такого «полевого» метода 70—80 %, операции выполняются в разовых перчатках, нарезание производится разовым лезвием (канцелярский нож).